# 基爾基
50°0′41″N 28°5′14″E / 50.01139°N 28.08722°E
基爾基（烏克蘭語：Кілки），是烏克蘭北部的村莊，隸屬日托米爾州的日托米爾區。該村面積4.99平方公里，海拔高度239米，2001年人口1,017，人口密度每平方公里203.93人。